# Stängelbuntkrankheit
Die Stängelbuntkrankheit ist eine Krankheit der Kartoffel und wird durch das Tabak-Rattle-Virus verursacht. 

## Symptome und Biologie
Es können folgende Symptome beobachtet werden: Es treten ringförmige Flecken auf den Blättern einzelner Triebe der Kartoffelpflanzen auf, im Knollengewebe erscheinen bogenförmige Nekrosen oder „Eisenflecken“, auf der Knollenschale eingesunkene Flecken.
Die Übertragung findet durch frei lebende Nematoden statt. Das Virus kann in den Nematoden, im Boden oder in der Knolle überwintern. Mehrere Ackerunkräuter (z. B. Vogelmiere, Franzosenkraut, Ackerstiefmütterchen) dienen als Wirt und Übertragungsquelle. 

## Bekämpfung
- In der Bekämpfung stehen die Unkrautbekämpfung und die Beseitigung der Pflanzenrückstände im Vordergrund.
- Eine weitere Möglichkeit ist der Anbau von resistenten Kartoffelsorten.